# 漢堡漫畫
《漢堡漫畫月刊》是由台灣出版社「駿馬文化」於1980年代後期所創辦的少女漫畫雜誌，總編輯為鄭雅鈴、美術編輯為張善忠（筆名張三），於1989年2月創刊，1992年因不堪長期虧損而停刊。該雜誌及其舉辦的「漢堡漫畫新人獎」培育出許多本土漫畫家，諸如張靜美、高永、游素蘭、任正華、木笛、傑利小子、張博棋、歐碧鳳、王宜文、賴安、李韻芬、賴有賢、呂相儒、平凡、莊河源、謝靜鋒（劍鋒）、徐娟、張放之、孔德儀等人；此外也包括洪凌、蘇微希的漫畫評論文字。

## 概要
1987年7月15日解嚴之後，1987年12月廢止漫畫出版送審制度，漫畫盜印業界頓時呈現百家爭出的混亂局面，搶譯、搶稿甚至撞稿的情況比比皆是。靠著盜版漫畫《好小子》起家的東立出版社因對翻譯品質的嚴格要求，當時的出版量約佔75%左右。1988年由於市場競爭白熾化，東立與其餘八家出版業者商議所有的日本漫畫按市場佔有率抽稿分配，東立取得45%的分稿量，其餘55%由八家均分；而市面上依舊充斥著盜版日本漫畫。
1989年2月漢堡漫畫月刊創立，內容以本土創作為主，輔以「漫畫接龍」、「聯想走廊」等接受讀者投稿的單元；另外也有介紹日本漫畫如《千面女郎》、CLAMP作品等單元。雖然印刷品質精良，但定價較其他同業高出甚多，故銷售量始終低迷。1990年該社經營者易主，辦公室也由臺北市遷移至臺中市。改版後的漢堡漫畫主攻少女漫畫為目標對象，同年並舉辦第一屆「漢堡漫畫新人獎」，結果為第一名從缺、第二名為歐碧鳳、第三名為張博棋。1992年原本打算再度舉辦「50萬新人賞」的漫畫比賽，並新增彩色漫畫組的獎項，可惜因雜誌社不堪長期虧損而宣告休刊，第二屆比賽也中途喊停。

## 內部連結
- 臺灣漫畫